# Taxe pour la gestion des milieux aquatiques et la prévention des inondations

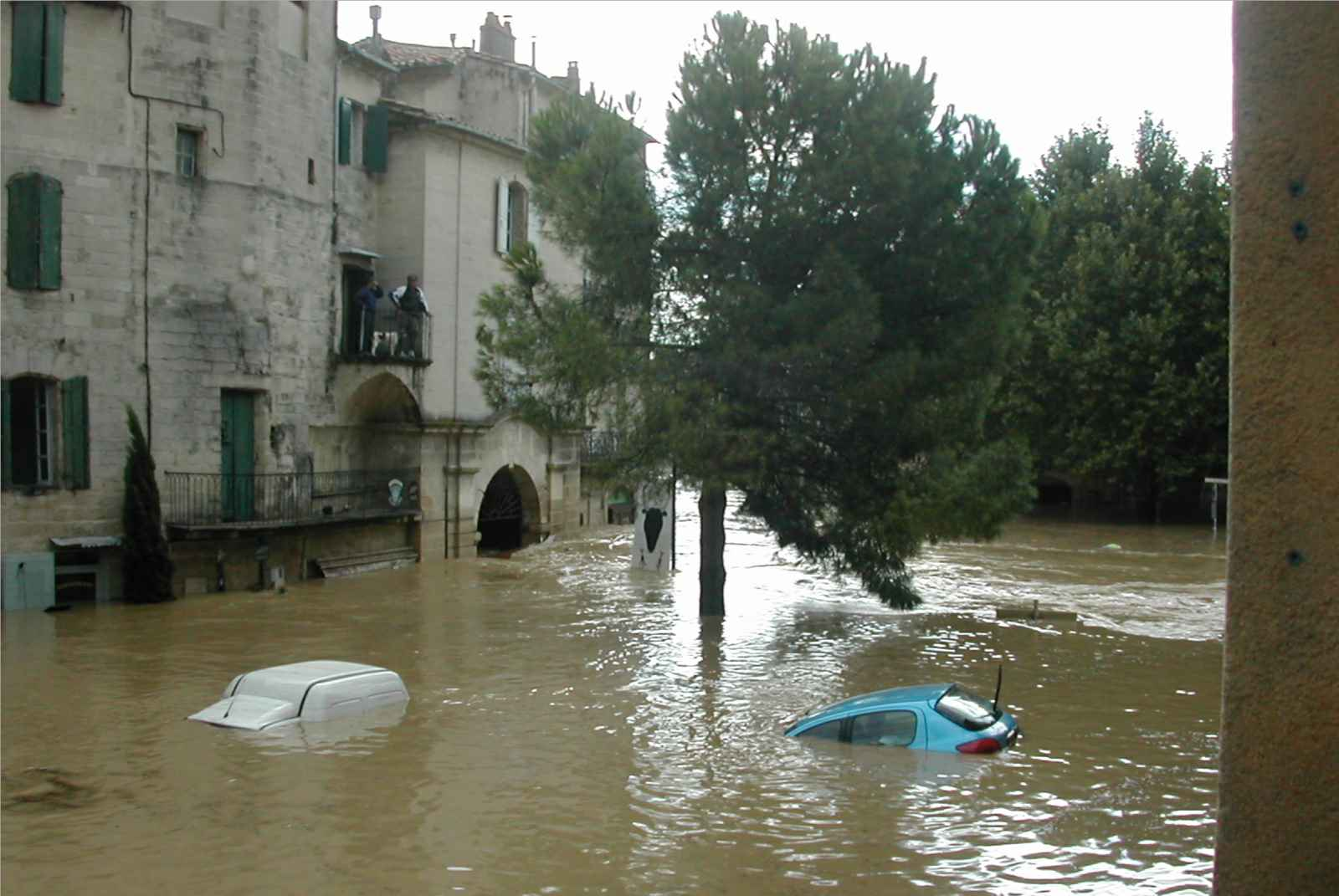
Inondations dans le Gard en 2007.

La taxe pour la gestion des milieux aquatiques et prévention des inondations (dite taxe inondation ou taxe GEMAPI) est une taxe facultative française perçue par les intercommunalités (métropoles, communautés urbaines, communautés d'agglomération, communautés de communes) pour couvrir la charge de la prévention des inondations.

## Historique

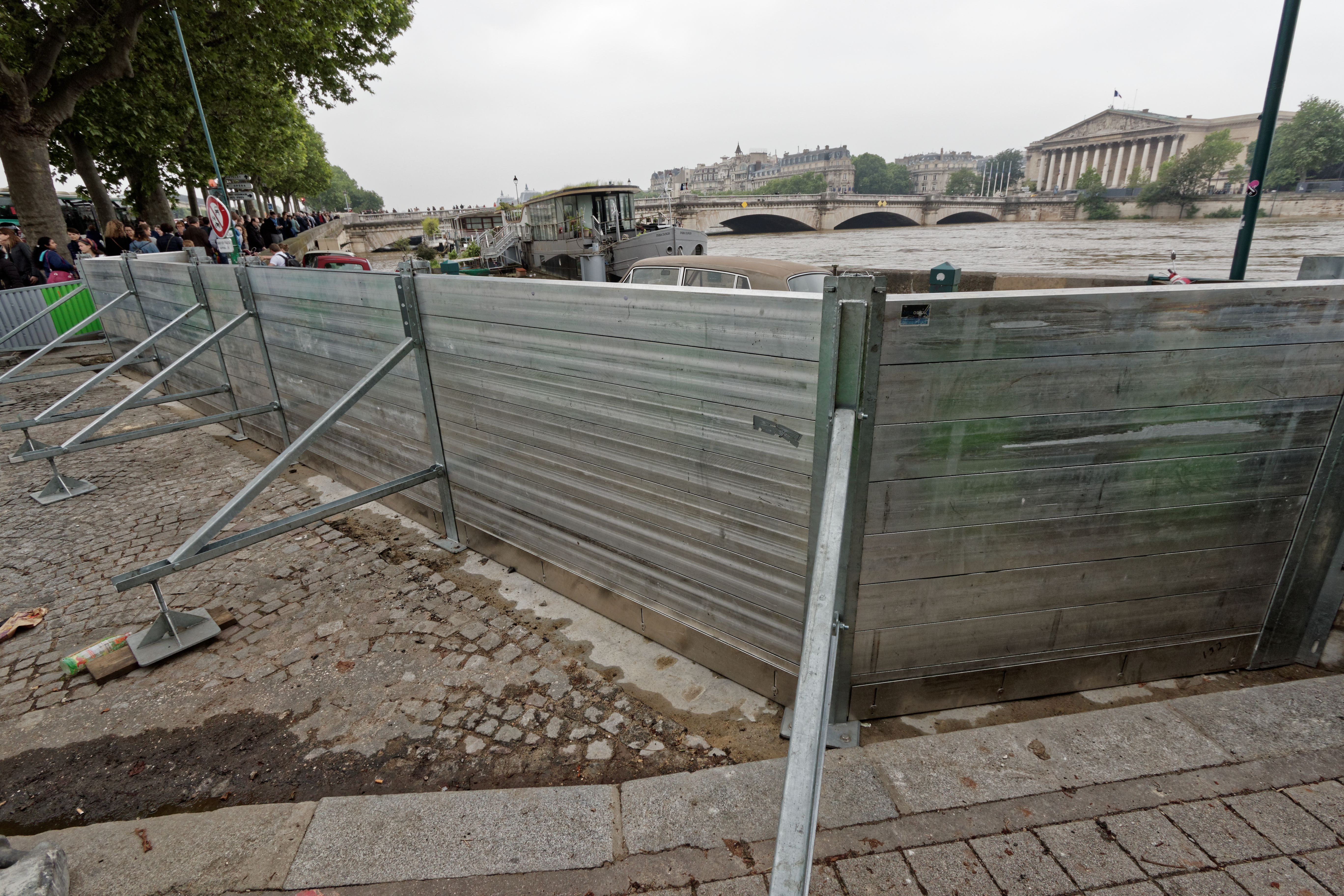
Protection contre les inondations à Paris.

La gestion des milieux aquatiques et prévention des inondations (GEMAPI) est une compétence confiée aux intercommunalités (métropoles, communautés urbaines, communautés d’agglomération, communautés de communes) prévues par les lois de décentralisation no 2014-58 du 27 janvier 2014 et no 2015-991 du 7 août 2015 sous le gouvernement Manuel Valls (1) et effective depuis le 1er janvier 2018. Pour financer cette nouvelle compétence, les communes ont été autorisées à lever une nouvelle taxe, la taxe gestion des milieux aquatiques et prévention des inondations. La taxe inondation est régie par l'article 1530 bis du code général des impôts. Les recettes générées sont obligatoirement affectées au financement d'actions liées à cette nouvelle compétence : aménagement des bassins versants, entretien et aménagement des cours d’eau, canaux, lacs et plans d'eau, défense contre les inondations, protection et restauration des zones humides, ou encore aménagements hydrauliques et leur entretien.
André Flajolet, de l'Association des maires de France regrette que cette compétence ne relève pas de la solidarité nationale.

## Caractéristiques

### Redevables
La taxe inondation est due par les habitants dans le territoire où la taxe est décidée. Elle ne peut excéder 40 euros par habitant et par an et doit correspondre aux dépenses envisagées. À Forbach, par exemple, la taxe est fixée à 4,90 euros tandis qu'à La Grande-Motte, elle est de 5,90 euros par habitant. Et dans le bassin dunkerquois, la taxe est fixée entre 14 et 17 euros.

### Bénéficiaires
Encore en phase intermédiaire, les collectivités évaluent combien va coûter cette nouvelle compétence. Seules 70 à 80 des 1 266 intercommunalités ont mis en place la taxe en 2018,.